# 越南國家圖書館
越南國家圖書館（越南语：／）是位於越南首都河內的國家圖書館。

## 外部連結
- Official website （页面存档备份，存于）

21°01′33″N 105°50′58″E / 21.02583°N 105.84944°E